# Нова Кушма
Нова Кушма́ (рос. Новая Кушмак, марій. Немдыш хутор) — присілок у складі Медведевського району Марій Ел, Росія. Входить до складу Шойбулацьке сільського поселення.

## Населення
Населення — 10 осіб (2010; 6 у 2002).
Національний склад (станом на 2002 рік):
- лучні марійці — 50 %
- росіяни — 50 %